# بازتاب‌سنجی نوترونی
بازتاب‌سنجی نوترونی (انگلیسی: Neutron reflectometry) گونه‌ای از روش پراش نوترون است که برای اندازه‌گیری ساختار لایه نازک‌ها به‌کار می‌رود و از بسیاری جهات با روش‌های مکملی مانند بازتابندگی پرتو ایکس و بیضی‌سنجی شباهت دارد. این روش اطلاعات ارزشمندی را در طیف گسترده‌ای از کاربردهای علمی و فناورانه فراهم می‌کند؛ از جمله بررسی تجمع شیمیایی، پلیمرها، جذب سطحی مواد فعال سطحی، ساختار سامانه‌های مغناطیسی لایه‌نازک، غشاهای زیستی و موارد دیگر. امروزه این روش به‌طور گسترده‌ای در منابع رآکتوری و شلیک نوترونی استفاده می‌شود و نرم‌افزارهای تحلیل و قالب‌های داده استاندارد فراوانی برای آن در دسترس است.

## تاریخچه
بازتاب‌سنجی نوترونی به‌عنوان حوزه‌ای نوین در دههٔ ۱۹۸۰ مطرح شد، پس از آنکه مغنامقاومت غول‌پیکر در لایه‌های چندگانه با پیوند ضدفرومغناطیس کشف شد.

## روش اجرا
در این روش، پرتوی نوترون با درجه بالایی از موازی‌سازی به سطحی بسیار صاف تابیده می‌شود و شدت بازتاب به‌عنوان تابعی از زاویه یا طول موج نوترون اندازه‌گیری می‌گردد. شکل دقیق منحنی بازتاب اطلاعاتی چون ضخامت، چگالی و میزان زبری لایه‌های نازک روی زیرلایه را آشکار می‌کند.
معمولاً این بازتاب در حالت بازتاب منظم انجام می‌شود؛ یعنی زاویهٔ تابش و بازتاب برابرند. بازتاب در این حالت از نظر تغییر تکانه با استفاده از بردار اقلیدسی انتقال تکانه (با نماد {\displaystyle q_{z}}) توصیف می‌شود. در این تعریف، {\displaystyle z} جهت عمود بر سطح است و در بازتاب منظم، بردار پراکندگی تنها مؤلفهٔ z دارد.
نمودار بازتاب‌سنجی نوترونی معمولاً شدت بازتاب‌شده (نسبت به پرتوی تابشی) را در برابر بردار پراکندگی نشان می‌دهد:
{\displaystyle q_{z}=frac{4pi}{lambda}sin(theta)}
که در آن، {\displaystyle lambda} طول موج نوترون و {\displaystyle theta} زاویهٔ تابش است. برای محاسبهٔ بازتاب منظم می‌توان از فرمالیسم ماتریسی آبلس یا بازگشت‌پذیری پارَت استفاده کرد.
در بازتاب‌سنجی خارج از حالت منظم، پراکندگی پخشی رخ می‌دهد که با انتقال تکانه درون لایه همراه است و برای تحلیل همبستگی‌های افقی درون لایه‌ها – مانند نواحی مغناطیسی یا زبری هم‌بسته – به‌کار می‌رود.
طول موج نوترون‌ها معمولاً بین ۰٫۲ تا ۱ مرتبه بزرگی (طول) (۲ تا ۱۰ آنگستروم) است. این روش به منبع نوترون نیاز دارد که می‌تواند رآکتور تحقیقاتی یا منبع شلیک نوترونی وابسته به شتاب‌دهنده ذرات باشد. مانند دیگر روش‌های پراکندگی نوترون، بازتاب‌سنجی نوترونی به تضاد میان هسته‌ها (برخلاف چگالی الکترونی در پراکندگی پرتوی ایکس) حساس است؛ بنابراین، این روش می‌تواند بین ایزوتوپ‌های یک عنصر شیمیایی تمایز قائل شود. بازتاب‌سنجی نوترونی چگالی طول پراکندگی نوترون (SLD) را اندازه‌گیری می‌کند و در صورتی که ترکیب اتمی شناخته شده باشد، می‌توان چگالی ماده را دقیق محاسبه کرد.
اگرچه برخی ویژگی‌ها مانند SLD و ضخامت لایه‌های نازک را می‌توان از لبهٔ بازتاب کامل و پهنای زاویه‌ای یا {\displaystyle q} فرینج‌های تداخلی برآورد کرد، برای به‌دست آوردن اطلاعات کامل مانند زبری یا چندین ضخامت هم‌زمان، به نرم‌افزارهای تحلیل نیاز است. فهرستی از این نرم‌افزارها در Open Reflectometry Standards Organisation ارائه شده است.

## مقایسه با روش‌های دیگر بازتاب‌سنجی
هرچند سایر روش‌های بازتاب‌سنجی مانند روش نوری یا پرتوی ایکس بر پایهٔ اصولی مشابه عمل می‌کنند، بازتاب‌سنجی نوترونی مزایای خاصی دارد. مهم‌ترین آن‌ها این است که برخلاف روش‌های نوری یا پرتوی ایکس که به چگالی الکترونی حساس‌اند، این روش تضاد هسته‌ای را بررسی می‌کند. در نتیجه برای اندازه‌گیری عناصر سبک‌تر مانند هیدروژن، کربن، نیتروژن و اکسیژن حساس‌تر است.
همچنین، حساسیت به ایزوتوپ‌ها باعث می‌شود که بتوان تضاد را با استفاده از جایگزینی ایزوتوپی به‌طور گزینشی افزایش داد. حتی می‌توان با اجرای چند آزمایش که فقط از نظر ایزوتوپ تفاوت دارند، مشکل فاز موجود در روش‌های پراکندگی را برطرف کرد.
از دیگر مزایا، نفوذپذیری بالای نوترون‌ها و غیرمخرب بودن آن‌هاست، که امکان استفاده از نمونه‌های ظریف یا زیستی را در محیط‌های متنوع فراهم می‌کند. در مقابل، پرتوی ایکس می‌تواند به مواد آسیب برساند و لیزر ممکن است برخی مواد مانند لاک نوری را تغییر دهد. همچنین روش‌های نوری ممکن است به دلیل ناهمسان‌گردی نوری مانند دوشکستی دچار ابهام شوند، که اندازه‌گیری‌های نوترونی می‌توانند آن را رفع کنند. تداخل‌سنجی با قطبش دوگانه یکی از روش‌های نوری است که نتایج مشابه بازتاب‌سنجی نوترونی را با دقت مشابه ارائه می‌دهد، اگرچه مدل ریاضی آن ساده‌تر است و فقط می‌تواند ضخامت (یا دوشکستی) را برای لایه‌ای با چگالی یکنواخت تعیین کند.
با این حال، معایب بازتاب‌سنجی نوترونی نیز وجود دارد. هزینهٔ بالای زیرساخت‌ها، احتمال واپاشی پرتوزا در برخی مواد بر اثر تابش نوترونی، و نیز ناتوانی این روش در تشخیص دقیق حالت شیمیایی اتم‌ها از جمله محدودیت‌های آن است. همچنین، شار پایین‌تر و نویز زمینه‌ای بالاتر نسبت به روش پرتوی ایکس، مقدار بیشینهٔ قابل اندازه‌گیری برای {\displaystyle q_{z}} را کاهش می‌دهد و در نتیجه، دقت نهایی محدود می‌شود.